# Плен Стрік
Плен Стрік (нід. Pleun Strik, 27 травня 1944, Роттердам — 14 липня 2022) — нідерландський футболіст, захисник.
Насамперед відомий виступами за клуб ПСВ, а також за національну збірну Нідерландів.

## Клубна кар'єра
У дорослому футболі дебютував у 1963 році виступами за команду клубу «Феєнорд», в якій провів один сезон.
Протягом 1964—1967 років захищав кольори команди клубу «Гоу Ехед Іглз».
Своєю грою за останню команду привернув увагу представників тренерського штабу клубу ПСВ, до складу якого приєднався у 1968 році. Відіграв за команду з Ейндговена наступні вісім сезонів своєї ігрової кар'єри. Більшість часу, проведеного у складі ПСВ, був гравцем захисту основного складу команди.
Згодом з 1976 до 1982 року грав у складі команд клубів «Ейндговен» та «НАК Бреда».
Завершив професійну ігрову кар'єру у клубі «ВВВ-Венло», за команду якого виступав протягом 1982—1984 років.

## Виступи за збірну
У 1969 році дебютував в офіційних матчах у складі національної збірної Нідерландів. Протягом кар'єри у національній команді, яка тривала 6 років, провів у формі головної команди країни лише 8 матчів, забивши 1 гол.
У складі збірної був учасником чемпіонату світу 1974 року у ФРН, де разом з командою здобув «срібло».

## Титули і досягнення
- Чемпіон Нідерландів (2):

ПСВ: 1974–75, 1975–76
- Володар Кубка Нідерландів (2):

ПСВ: 1973–74, 1975–76
Збірні
- Віце-чемпіон світу: 1974